# 胡安·贝尔纳特
胡安·贝尔纳特·贝拉斯科（西班牙語：Juan Bernat Velasco，1993年3月1日—），西班牙足球運動員，曾效力於西甲球隊基達菲，通常司職左閘，亦可以擔任翼鋒。

## 職業生涯

### 俱乐部
贝尔纳特出生于巴伦西亚自治区的库列拉，并在巴伦西亚足球俱乐部的青训营开始其足球生涯。他在17岁时便首次代表俱乐部的二线队、即華倫西亞B隊上阵，并帮助球队成功从第四级别的丙级联赛晋升至乙二级联赛 。在2011-12赛季的备战中，他开始跟随一线队训练，并在随后不久签署了一份期至2015年的职业合同。
在2011年8月27日以4比3战胜桑坦德竞技的比赛中，贝尔纳特完成了自己的西甲联赛首秀，于下半场替补亮相。在首个职业赛季中，他共代表巴伦西亚参加了7场西甲联赛和1场国王杯赛。至2012年初，他还在对阵斯托克城和PSV埃因霍温的两场欧洲联赛比赛中上阵，完成了自己的首个国际赛事亮相。其余时间他则继续代表二线队参赛。
在2012-13赛季，贝尔纳特共参加了12场西甲联赛，并在国王杯的第四轮赛事中实现了自己的首个入球。虽然此前他大多作为中场使用，但他在2013-14赛季取得突破，开始担当左后卫。随着32次西甲联赛出场和13次（1球）欧洲联赛出场的纪录，贝尔纳特成为了球队在这一位置的主力球员。他在这一赛季跟随球队一直杀入了欧洲联赛的半决赛。
2014年7月7日，德甲联赛班霸拜仁慕尼黑宣布购入贝尔纳特，并与其签订了一份为期5年的合同，至2019年止。
2018年8月31日，贝尔纳特加入法甲球會巴黎聖日耳門，并与其签订了一份为期3年的合同。

### 国家队
贝尔纳特入选了自16岁以下组别起的所有各级西班牙青年国家足球队。2010年，他参加了在列支敦士登举办的歐洲U-17足球錦標賽，并跟随17岁以下国家队一路进军决赛才以1比2不敌英格兰，最终屈居亚军。
2012年，贝尔纳特得以跟随19岁以下国家队夺得在爱沙尼亚举行的歐洲U-19足球錦標賽冠军。他在这届赛事中共获得3次出场机会。随后，他又入选20岁以下国家队参加在土耳其举行的2013年U20世界盃足球賽，但西班牙仅在四分之一决赛便被乌拉圭所淘汰。
2013年2月5日，贝尔纳特在对阵比利时的比赛中首次代表21歲以下國家隊亮相。同时在2015年歐洲U-21足球錦標賽的预选赛中，他也获得了多次出场机会。

## 榮譽
拜仁慕尼黑
- 德国足球甲级联赛：2014–15、2015–16、2016–17、2017–18[9]
- 德国足协杯：2015–16[9]
- 德国超级杯：2016、2018[9]

 巴黎聖日耳門
- 法国足球甲级联赛：2018–19、2019–20[10]、2021–22[11]、2022–23
- 法國盃：2019–20[9]
- 法國聯賽盃：2019–20[12]
- 法國超級盃：2019、[13]2022[14]

### 國家隊
西班牙U19
- 歐洲U-19足球錦標賽：2012[15]

## 外部連結
- Soccerway資料庫：胡安·贝尔纳特